# Jarosław Kaczyński (wojskowy)
Jarosław Michał Kaczyński (ur. 25 maja 1896 w Płocku, zm. po 1945) – podpułkownik kawalerii Wojska Polskiego.

## Życiorys
Urodził się 25 maja 1896 w Płocku.
1 grudnia 1914, po ukończeniu Mikołajewskiej Szkoły Kawalerii w Petersburgu (ros. Николаевское кавалерийское училище), został mianowany chorążym i wcielony do 14 mitawskiego pułku huzarów. W szeregach tego pułku walczył w czasie I wojny światowej, awansując kolejno na podporucznika i porucznika.
Służył w 10 pułku ułanów w Białymstoku. 3 maja 1922 został zweryfikowany w stopniu rotmistrza ze starszeństwem od 1 czerwca 1919 i 143. lokatą w korpusie oficerów jazdy (od 1924 – kawalerii). 18 lutego 1928 prezydent RP nadał mu z dniem 1 stycznia 1928 stopień majora w korpusie oficerów kawalerii i 7. lokatą. W tym samym roku nadal pełnił służbę w 10 puł. na stanowisku dowódcy szwadronu. W kwietniu 1929 został przeniesiony do 27 pułku ułanów w Nieświeżu na stanowisko kwatermistrza. 5 stycznia 1931 został powołany do Wyższej Szkoły Wojennej w Warszawie, w charakterze słuchacza dwuletniego kursu 1930–1932. W październiku 1931, po zakończeniu pierwszego roku nauki, został przeniesiony do 2 pułku strzelców konnych w Hrubieszowie na stanowisko kwatermistrza. W marcu 1934 został przeniesiony do 24 pułku ułanów na stanowisko zastępcy dowódcy pułku. 27 czerwca 1935 prezydent RP nadał mu stopień podpułkownika z dniem 1 stycznia 1935 i 1. lokatą w korpusie oficerów kawalerii. W 1938 zajmowane przez niego stanowisko otrzymało nazwę „I zastępca dowódcy pułku”. Pod koniec sierpnia 1939 objął stanowisko komendanta Ośrodka Zapasowego 10 Brygady Kawalerii Zmotoryzowanej.
Po kampanii wrześniowej internowany na Węgrzech, skąd w styczniu 1945 trafił do niemieckiego oflagu. Po oswobodzeniu wstąpił do Ludowego Wojska Polskiego, w którym zajmował stanowiska: starszego pomocnika szefa Oddziału Organizacyjnego sztabu Kwatermistrzostwa WP (23 lipca - 24 sierpnia 1945), kierownika Sekcji Wyszkolenia Bojowego i Specjalnego Kwatermistrzostwa Wydziału Organizacyjno-Mobilizacyjnego sztabu III-go Wiceministra MON (24 sierpnia - 10 grudnia 1945) i pełniącego obowiązki szefa Wydziału Organizacyjno-Mobilizacyjnego sztabu III-go Wiceministra MON (od 10 grudnia 1945).

## Ordery i odznaczenia
- Krzyż Walecznych[21][19]
- Złoty Krzyż Zasługi – 10 listopada 1938 „za zasługi w służbie wojskowej”[22][23]
- Order Świętego Stanisława 2 stopnia z mieczami – 1 lutego 1917[5]
- Order Świętego Stanisława 3 stopnia z mieczami i kokardą – 21 sierpnia 1916[5]
- Order Świętej Anny 4 stopnia z napisem na szabli „Za odwagę” – 13 czerwca 1916[5]